# Schäferhundkeratitis

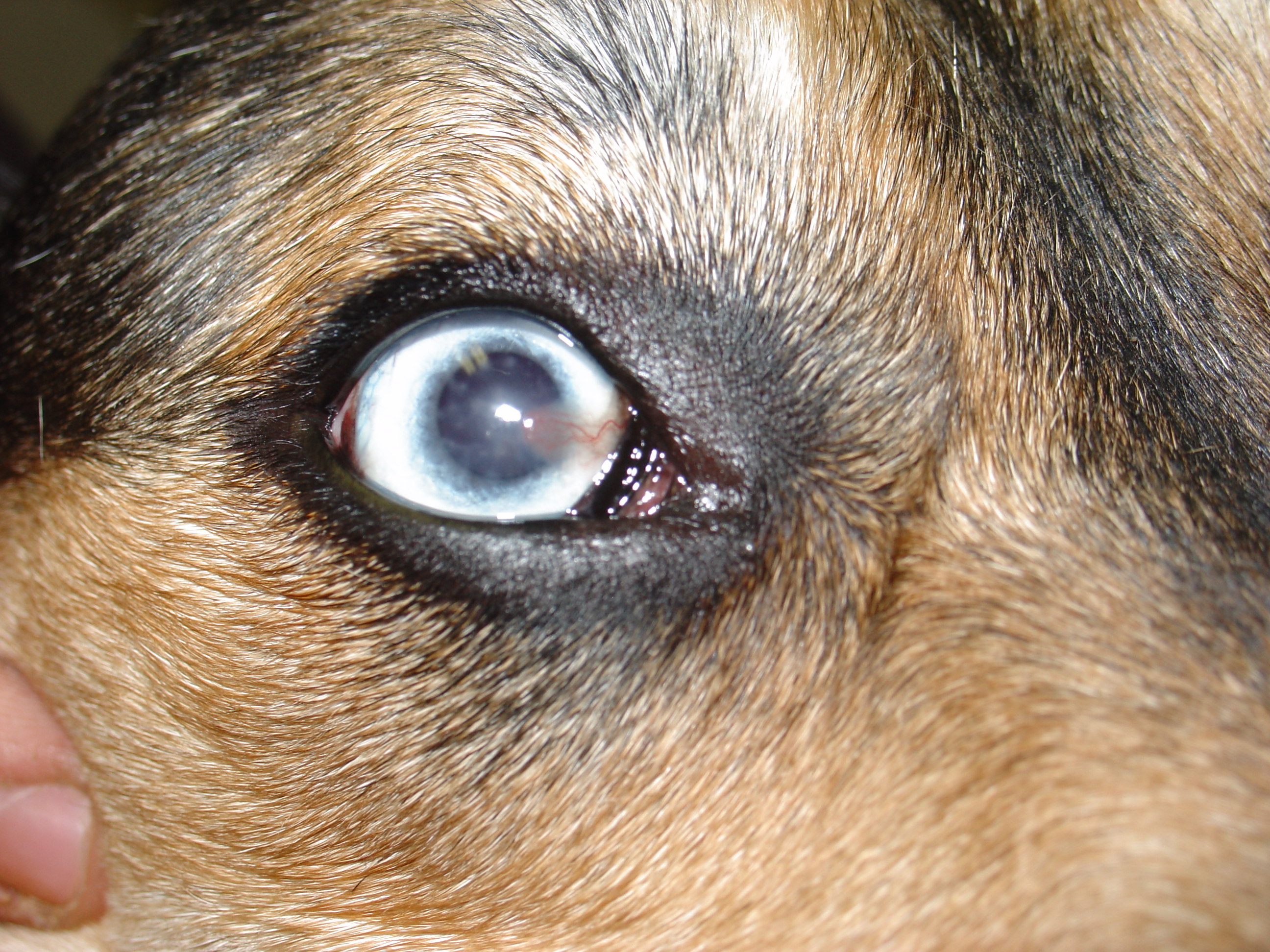
Pannus im nasenseitigen Augenwinkel, akutes Stadium Grad 1

Die Schäferhundkeratitis (Syn. Keratitis superficialis chronica, Keratitis Überreiter) ist eine vor allem beim Deutschen Schäferhund und seinen Kreuzungen vorkommende entzündliche Erkrankung der Hornhaut (Keratitis), die durch eine Störung des Immunsystems verursacht wird. Die Erkrankung ist nicht heilbar, aber durch lebenslange Behandlung kontrollierbar.

## Ursache und klinisches Bild
Der genaue Entstehungsmechanismus ist noch ungeklärt. Es handelt sich um eine Störung des Immunsystems mit erhöhter Aktivität und Degranulation von Mastzellen. UV-Strahlung und Höhenlagen verstärken die Krankheitssymptome. Die Erkrankung tritt vor allem beim Deutschen Schäferhund und seinen Kreuzungen auf, aber auch Tervueren, Greyhounds, Huskys, Australian Shepherds und Border Collies können betroffen sein.
Die Schäferhundkeratitis verläuft schubartig mit akuter und chronischer Phase. Während eines akuten Schubes kommt es zu einer Gefäßneubildung in der Hornhaut und zu einer Bildung von Granulationsgewebe (Pannus). Sie beginnt zumeist am Übergang von der weißen Augenhaut zur Hornhaut im schläfenseitigen Augenwinkel. Im weiteren Verlauf greift die Erkrankung auf immer weitere Bereiche der Hornhaut über. Zusätzlich kommt es zu einer Einwanderung von Plasmazellen in die Nickhaut, die sich in einer Verdickung und einem Verlust der Randpigmentierung äußert. In der chronischen Phase kommt es zu einer Pigmentierung des oberflächlichen Stromas der Hornhaut, die im fortgeschrittenen Stadium zum Sehverlust führen kann. Pannus ist in diesem Stadium nicht zu beobachten. Die Schäferhundkeratitis tritt beidseitig auf, kann aber beide Augen in unterschiedlichem Ausmaß befallen.

## Diagnostik und Behandlung

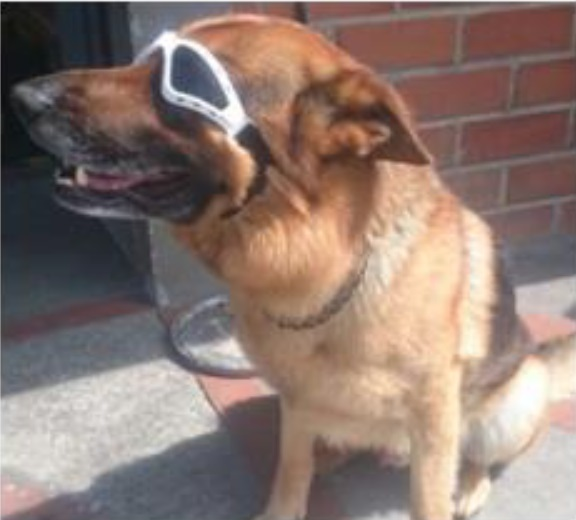
Schäferhund mit UV-Schutzbrille

Die Erkrankung kann anhand der Rasse und des klinischen Bildes diagnostiziert werden. Abzugrenzen sind insbesondere bereits in Ausheilung befindliche Hornhautdefekte und eine Keratoconjunctivitis sicca.
Nach dem Ausmaß der betroffenen Hornhautfläche wird die Schäferhundkeratitis in drei Grade eingeteilt. Beim Grad 1 ist nur der an die weiße Augenhaut grenzende Bereich (Limbus) betroffen, beim Grad 2 weniger als die Hälfte und beim Grad 3 mehr als die Hälfte der Hornhaut.
In der akuten Phase werden mehrmals täglich glucocorticoidhaltige Augentropfen sowie lokal Ciclosporin angewendet. Letzteres wird lebenslang fortgeführt. Alternativ kann Pimecrolimus eingesetzt werden. Auch eine Injektion von Glucocorticoiden unter die Bindehaut kann im akuten Schub in Erwägung gezogen werden.
Bei chronischem Verlauf mit umfangreichen Pigmentierungen kann eine oberflächliche Keratektomie durchgeführt werden. Die Bestrahlung mit 90Sr und mit niedrigenergetischen Röntgenstrahlen hat auch bei fortgeschrittenen Fällen eine gute Wirkung.
Als präventive Maßnahme wird unter anderem das Tragen von UV-Schutzbrillen zur Vermeidung längerer UV-Bestrahlung für betroffene Hunde empfohlen.